# Temple d'Auguste (Barcelone)
Pour les articles homonymes, voir Temple d'Auguste.
Le temple d'Auguste est un temple romain situé à Barcelone, en Catalogne, Espagne. Datant de la période impériale du temps de la colonie de Barcino, l'actuelle ville de Barcelone, ce temple est dédié au culte de l'empereur Auguste. À l'origine, le temple est situé au centre de la colline de Tàber, actuellement au 10, carrer del Paradís dans le quartier gothique, le centre historique de la cité.

## Histoire

Évolution de la côte du port de Barcelone. Le temple fut construit sur le promontoire du Mont Taber au centre, qui culmine à 16.9m.

Le temple pourrait dater du principat de Tibère qui a institué le culte d'Auguste.
La destruction du temple n'est pas datée et ses ruines sont redécouvertes au XIXe siècle quand trois de ses colonnes apparaissent lors de la construction du Centre Excursionista de Catalunya. Une quatrième colonne était présentée sur la plaça del Rei dans le quartier gothique puis a été ajoutée à la structure qui est aujourd'hui visible.

## Description
Selon Josep Puig i Cadafalch, l'architecte Antoni Celles a établi une description et un plan des fouilles au début des années 1830. Celles-ci ont été financées par la chambre de Commerce de Barcelone. Josep Puig i Cadafalch confirme l'hypothèse selon laquelle le temple était dédié au culte d'Auguste. Il décrit l'édifice comme un temple périptère comportant onze colonnes sur les côtés et six sur les façades avant et à arrière, il mesurait 35 m par 17,5 m. Le temple reposait sur un podium dont la hauteur correspondait à un tiers de celle des colonnes.

## Classement
L'édifice est classé « Bien culturel d'intérêt national », Bé cultural d'interés nacional en catalan.
Le temple d'Auguste est un des sites patrimoniaux du Musée d'histoire de Barcelone MUHBA